# Saint-Robert-Bellarmin
Saint-Robert-Bellarmin è un comune del Canada, situato nella provincia del Québec, nella regione di Estrie.